# گراولوت
گراولوت (به فرانسوی: Gravelotte) یک کمون در فرانسه است که در Canton of Ars-sur-Moselle واقع شده‌است.

## خصوصیات
گراولوت ۵٫۶۶ کیلومترمربع مساحت و ۶۸۷ نفر جمعیت دارد.